# Piero Toscani
Piero Toscani (ur. 28 lipca 1904 w Mediolanie, zm. 23 maja 1940 tamże) – włoski bokser, złoty medalista IO.
W roku 1928 wziął udział w Igrzyskach Olimpijskich w Amsterdamie, gdzie w wadze średniej kolejno pokonał: Johanesa Ludvigsena z Danii (na punkty), Oscara Kjällandera ze Szwecji (na punkty). W półfinale pokonał Belga Léonarda Steyaert'a na punkty, a w meczu o złoty medal również pokonał na punkty Czecha Jana Heřmánka.